# Constantin Dima
Constantin Cristian Dima (Bucarest, 21 luglio 1999) è un calciatore rumeno, difensore svincolato.

## Carriera
Ha giocato nel campionato rumeno, alternandosi tra la Liga I e la Liga II.
Nel gennaio del 2021 si è trasferito al Desna Černihiv, firmando un contratto della durata di tre anni e mezzo, diventando così il primo calciatore rumeno nella storia del club ucraino. Il Desna ha versato una somma di 100.000 euro per il suo cartellino, con l'Astra Giurgiu che si è riservata il 20% su un'eventuale futura rivendita. Ha esordito nella Prem"jer-liha il 26 febbraio, nella partita contro l'Inhulec', disputata allo stadio Valeriy Lobanovs'kyj, subentrando a Pylyp Budkivs'kyj nel secondo tempo. Il 16 luglio successivo è stato svincolato dalla società.